# 女学生探偵ロック
『女学生探偵ロック』（じょがくせいたんていロック）は、2013年6月26日にジェネオン・ユニバーサル・エンターテイメントジャパンから発売された、てにをはのメジャーデビューアルバム。

## 概要
てにをはがニコニコ動画に投稿したVOCALOID（ボカロ）を使用した楽曲のうち、人気の高い女学生探偵シリーズ を中心に制作された。収録曲の中でも「古書屋敷殺人事件」はてにをはを代表する作品である。
ボカロ曲のほか声優が演じる幕間（ショートドラマ）が収録されており、主人公の女学生・花本ひばりが推理作家・久堂蓮真とともに難事件に挑む女学生探偵の世界観をより感じられる物語性のある作品である。ジャケット（初回限定盤はスリーブ仕様）のイラストはなのりが手掛けている。

## 収録曲
| 全作詞・作曲・編曲: てにをは。 |                                              |          |            |       |
| #                              | タイトル                                     | 作詞     | 作曲・編曲 | 時間  |
| 1.                             | 「神保町遊歩」                               | てにをは | てにをは   | 02:12 |
| 2.                             | 「探偵ロック」                               | てにをは | てにをは   | 04:36 |
| 3.                             | 「怪盗大鴉」                                 | てにをは | てにをは   | 03:30 |
| 4.                             | 「古書屋敷殺人事件」(ニューミックス)         | てにをは | てにをは   | 04:29 |
| 5.                             | 「密室書庫」                                 | てにをは | てにをは   | 05:42 |
| 6.                             | 「云わぬヶ花・阿」(幕間1)                    | てにをは | てにをは   | 04:43 |
| 7.                             | 「能面島神隠し事件」                         | てにをは | てにをは   | 03:46 |
| 8.                             | 「カタトキモ」                               | てにをは | てにをは   | 04:44 |
| 9.                             | 「横濱遊廓迷楼事件」(ニューミックス)         | てにをは | てにをは   | 03:31 |
| 10.                            | 「こっちむいてほい」(ニューミックス)         | てにをは | てにをは   | 04:10 |
| 11.                            | 「梅花繚乱」                                 | てにをは | てにをは   | 04:46 |
| 12.                            | 「云わぬヶ花・吽」(幕間2)                    | てにをは | てにをは   | 02:55 |
| 13.                            | 「異国人形館殺人事件」(ニューミックス)       | てにをは | てにをは   | 04:49 |
| 14.                            | 「誘蛾〜名探偵育成計画〜」                   | てにをは | てにをは   | 04:54 |
| 15.                            | 「ふたりがけ安楽椅子」                       | てにをは | てにをは   | 04:28 |
| 16.                            | 「ナゾハスベテトロケタ〜あとがきに代えて〜」 | てにをは | てにをは   | 01:57 |
| 合計時間:                      | 合計時間:                                    | 65:21    |            |       |

## 収録内容
神保町遊歩
インストゥルメンタル。
探偵ロック
原稿に悩む推理作家の様子が描かれている。
怪盗大鴉
女学生・ひばりと作家・久堂蓮真（先生）の宿敵である大鴉が登場する。
古書屋敷殺人事件（ニューミックス）
女学生探偵シリーズ第一弾。古書屋敷で第一の事件が起きる様子が描かれている。
密室書庫
謎深まる事件の様子が表現されている。
云わぬヶ花・阿
てにをは書き下ろしの台本を基に推理小説好きのひばりを石原夏織が、先生を井上和彦が演じる幕間である。
能面島神隠し事件
女学生探偵シリーズ第四弾。秘祭で訪れた島で第三の事件が起きる様子が描かれている。
カタトキモ
犯人と探偵の様子が表現されている。
横濱遊廓迷楼事件（ニューミックス）
もともとはアルバム「EXIT TUNES PRESENTS GUMitia from Megpoid」のために書き下ろされた。
こっちむいてほい（ニューミックス）
女学生探偵シリーズ第三弾。素人探偵・ひばりと偏屈な先生の愉快な駆け引きが表現されている。
梅花繚乱
先生が原稿を執筆する様子が表現されている。
云わぬヶ花・吽
幕間その2。
異国人形館殺人事件（ニューミックス）
女学生探偵シリーズ第二弾。異国人形館で第二の事件が起きる様子が描かれている。
誘蛾〜名探偵育成計画〜
物語を総括する内容となっている。
ふたりがけ安楽椅子
青春の只中にいる主人公の様子が描かれている。
ナゾハスベテトロケタ〜あとがきに代えて〜
インストゥルメンタル。

## 映像作品
初回限定盤には女学生探偵シリーズのミュージック・ビデオを収録したDVDが特典として付いている。イラストはなのり、動画は七星による。
1. 古書屋敷殺人事件 - ニコニコ動画
2. 異国人形館殺人事件 - ニコニコ動画
3. こっちむいてほい - ニコニコ動画
4. 能面島神隠し事件 - ニコニコ動画

## 関連作品

### 小説
- 女学生探偵と偏屈作家 ─古書屋敷殺人事件前夜─（てにをは著。なのり絵。2013年11月 アスキー・メディアワークス）
- 古書屋敷殺人事件（てにをは著。なのり絵。2014年3月 アスキー・メディアワークス）
- アルラウネの独白（てにをは著。笹原智映絵。2014年12月 アスキー・メディアワークス）
- 能面島神隠し事件（てにをは著。笹原智映絵。2015年3月 アスキー・メディアワークス）

### 漫画
- 女学生探偵と偏屈作家1 ─明尾高屋上投身事件（上）─（笹原智映著。てにをは原作。2016年3月 電撃コミックスNEXT）
- 女学生探偵と偏屈作家2 ─明尾高屋上投身事件（下）─（笹原智映著。てにをは原作。2016年7月 電撃コミックスNEXT）

### カバー
- 赤飯

古書屋敷殺人事件、異国人形館殺人事件 - アルバム「赤BAN」（QWCE-00255）
古書屋敷殺人事件（てにをはアレンジ） - アルバム「SEKIHAN～許諾出たベスト～」（SRCL-8857~8859）
- 松下 - 古書屋敷殺人事件。アルバム「松下下上上←→AB」（QWCE-00302）
- 宮下遊 - 古書屋敷殺人事件。アルバム「紡ぎの樹」（QWCE-00593）

### コンピレーション・アルバム
- 異国人形館殺人事件（初音ミク歌唱。アルバム「妖艶和奏絵巻 feat. 初音ミク」）[6]
- 古書屋敷殺人事件
  - 初音ミク歌唱。アルバム「EVERGREEN SONGS 2012」[7]
  - 初音ミク歌唱。アルバム「VOCAROCK collection 4 feat. 初音ミク」
  - 伊東歌詞太郎歌唱。アルバム「VOCAROCK collection 歌ってみた」[8]
  - 初音ミク歌唱。アルバム「妖艶和奏絵巻 feat. 初音ミク」[6]
  - 赤飯歌唱

アルバム「EXIT TUNES PRESENTS イケメンボイスパラダイス 5」
アルバム「#IVPB～イケメンボイスパラダイスベスト～」
アルバム「天声絶唱 INDEX ～BEST OF 歌ってみた～」
- 横濱遊廓迷楼事件（GUMI歌唱。アルバム「EXIT TUNES PRESENTS GUMitia from Megpoid」）[5]